# Charles-Marie-Esprit Espinasse
Charles-Marie-Esprit Espinasse, francoski general in politik, * 2. april 1815, † 6. junij 1859.
Bil je minister za notranje zadeve Francije (7. februar–14. junij 1858), generalni inšpektor pehote (1857–1858) in senator Francije.